# Olyra (zoologia)
Olyra McClelland, 1842 è un genere di pesci ossei d'acqua dolce dell'ordine Siluriformes. È l'unico genere della famiglia Olyridae.

## Descrizione
Questi siluriformi hanno corpo allungato e occhi piccoli, infossati nella pelle. Sono presenti 4 paia di barbigli. Le scaglie sono assenti. La pinna adiposa è lunga e bassa. La pinna caudale è tipicamente allungata, può essere forcuta o appuntita.
Sono pesci di piccola taglia, spesso inferiore a 10 cm. Olyra kempi è la specie più grande e raggiunge i 14 cm.

## Distribuzione e habitat
Il genere è endemico dell'Asia meridionale, per la precisione è diffuso in India e Myanmar.

## Tassonomia
Il genere comprende le seguenti specie:
- Olyra astrifera Arunachalam, Raja, Mayden & Chandran, 2013
- Olyra burmanica Day, 1872
- Olyra collettii (Steindachner, 1881)
- Olyra horae (Prashad & Mukerji, 1929)
- Olyra kempi Chaudhuri, 1912
- Olyra longicaudata McClelland, 1842
- Olyra parviocula Kosygin, Shangningam & Gopi, 2018
- Olyra praestigiosa Ng & Ferraris, 2016
- Olyra saginata Ng, Lalramliana & Lalthanzara, 2014